# Рагби 15 репрезентација Кајманских Острва
Рагби јунион репрезентација Кајманских Острва је рагби јунион тим који представља Кајманска Острва у овом екипном спорту. Рагби савез Кајманских Острва основан је 1972, а први званичан тест меч рагби јунион репрезентација Кајманских Острва одиграла је против Јамајке 1976. Највећу победу рагбисти Кајманских Острва остварили су 2001. над Јамајком, било је 48-0, најтежи пораз рагбисти Кајаманских Острва доживели су 1996. када их је рагби јунион репрезентација Бермуда савладала са 38-5. Дрес Кајманских Острва је плаве боје, а капитен је Ричард Лујис.

## Тренутни састав[2]
- Адам Кенан
- Алекс Пиенау
- Бен Блер
- Бен Макдоналд
- Крис Кенеди
- Крис В. Палмер
- Куеме Паркер
- Данијел Бонд
- Едвард Вастин
- Џејкоб Мекадам
- Џејсон Скарф
- Џоел Кларк
- Џонатан Марфи
- Џош Браун
- Кесвик Рајт
- Марко ду Плезис
- Марк Сото
- Морган Хејверд
- Пол Смит
- Пол Вестин
- Питер а Де Вере
- Филип Фурије
- Ричард Лујис - капитен
- Јохан Регнард